# MOOD Stockholm

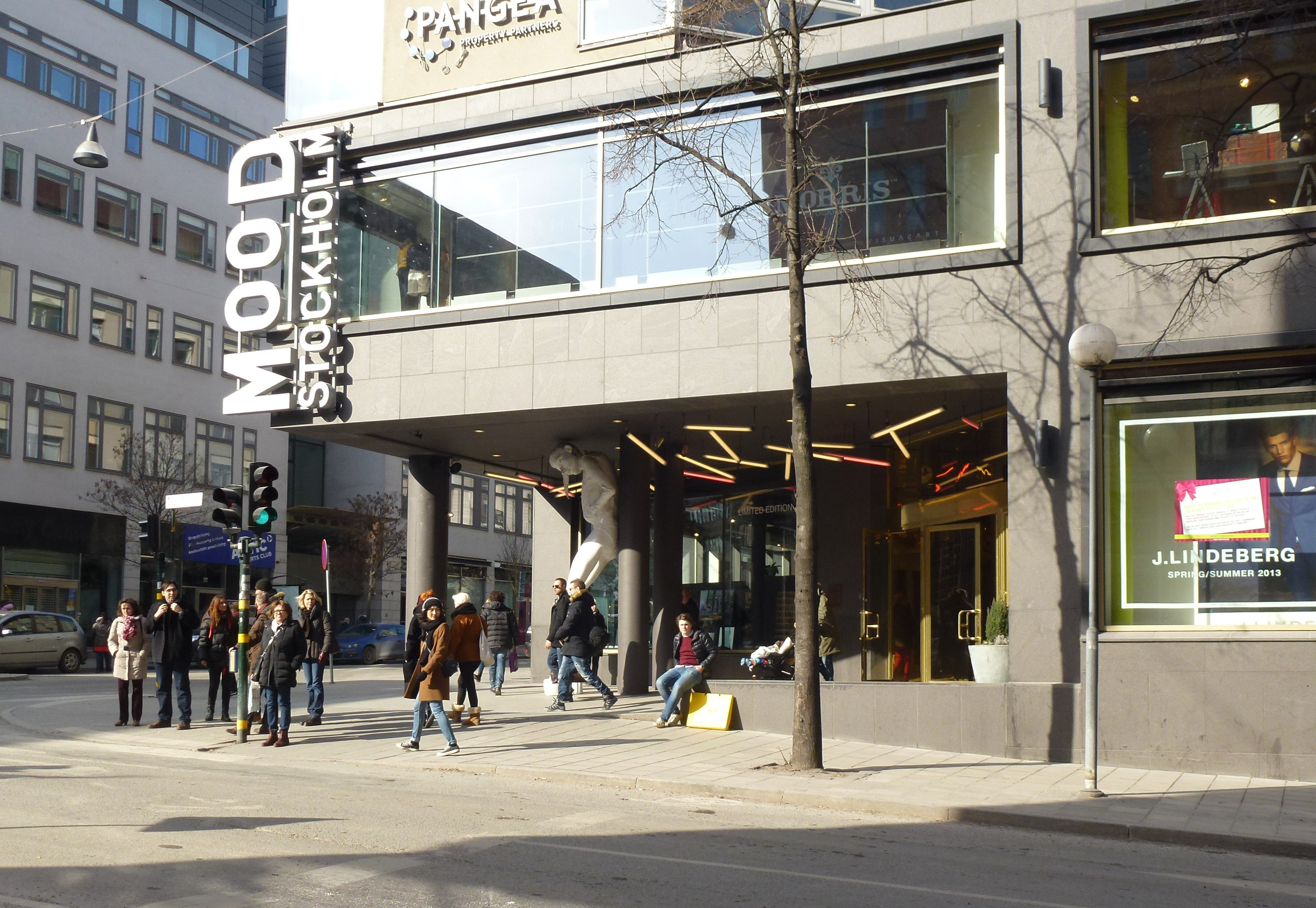
Entrén till MOOD Stockholm, mars 2013.

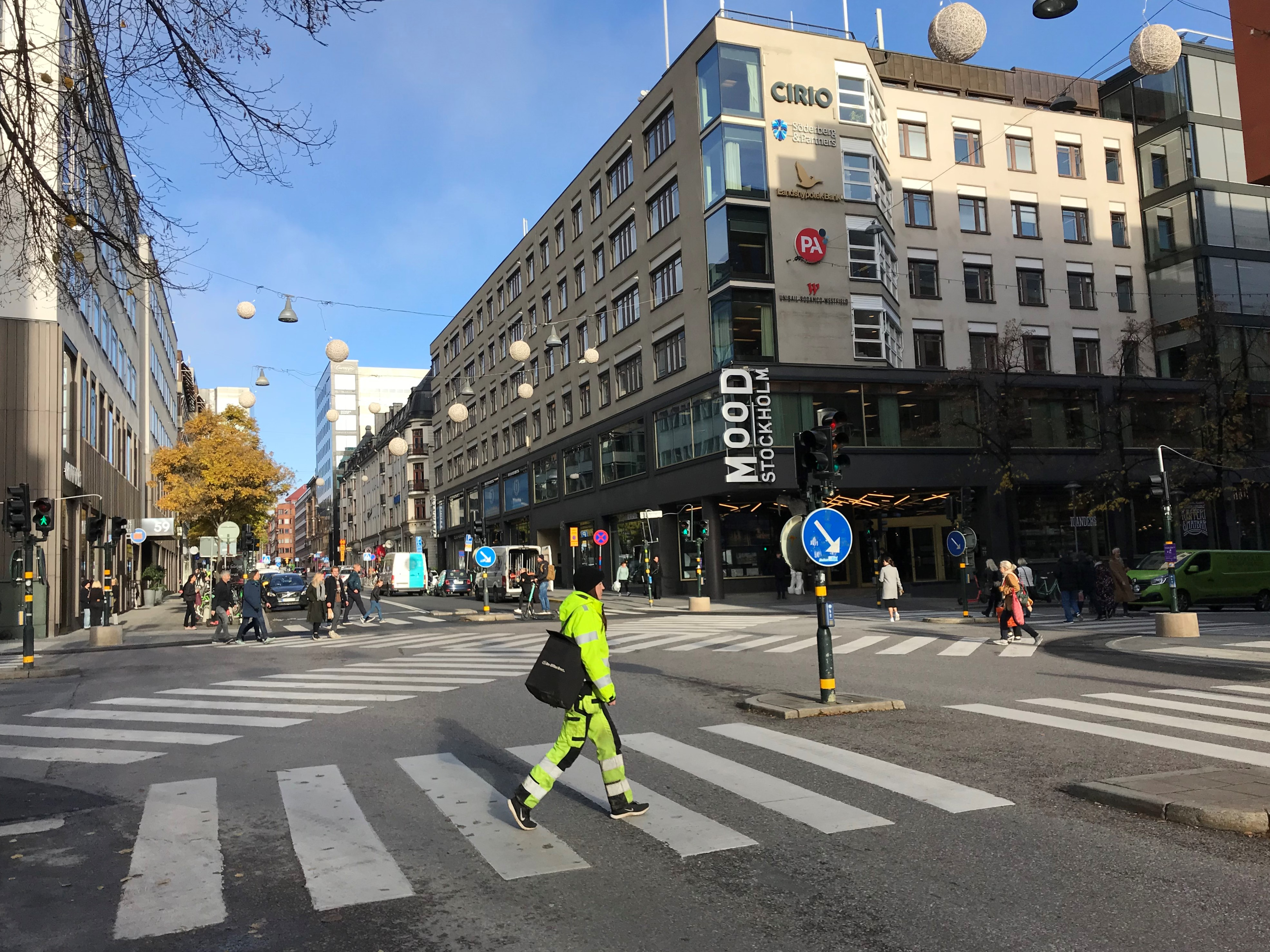
MOOD Stockholm i hörnet Regeringsgatan/Mäster Samuelsgatan.

MOOD Stockholm är en shoppinggalleria i fastigheten Oxen större tidigare känt som Salénhuset på Norrmalm i centrala Stockholm.  Huvudentrén ligger i hörnet Regeringsgatan/Mäster Samuelsgatan. Gallerian invigdes i mars 2012 och nominerades till Årets Stockholmsbyggnad 2013. 
År 2009 beslöt fastighetsägaren AMF Fastigheter att det slitna Salénhuset skulle byggas om och ytorna moderniseras samt utformas attraktivare. Salénhuset stod klart 1978, uppkallat efter husets ursprungliga ägare affärsmannen och redaren Sven Salén. Efter en omfattande ombyggnad lanserades år 2012 gallerian MOOD Stockholm. Byggnaden fick fem nya entréer, fasaden putsades om och nya handelsytor skapades i tre plan för cirka 55 butiker och flera restauranger med olika inriktningar. Vid entrén märks Cajsa von Zeipels skulptur Pretty Vacant som står bredbent på högklackade platåskor och med något böjda knän. Hon tycks bära huset på sina axlar. Ombyggnadskostnaderna beräknades till 325 miljoner kronor. Projektet utfördes av Skanska efter ritningar av White arkitekter och Koncept Stockholm.
Om Stockholms nya shoppingstråk menade Stockholms stadsarkitekt Karolina Keyzer: 
”Ett nymodigt stadsbyggnadsprojekt som genom förnyelse av ett klassiskt och kanske lite bortglömt Stockholmsstråk visar potentialen i omläsning av stadens centralaste bakgator.”

## Bilder

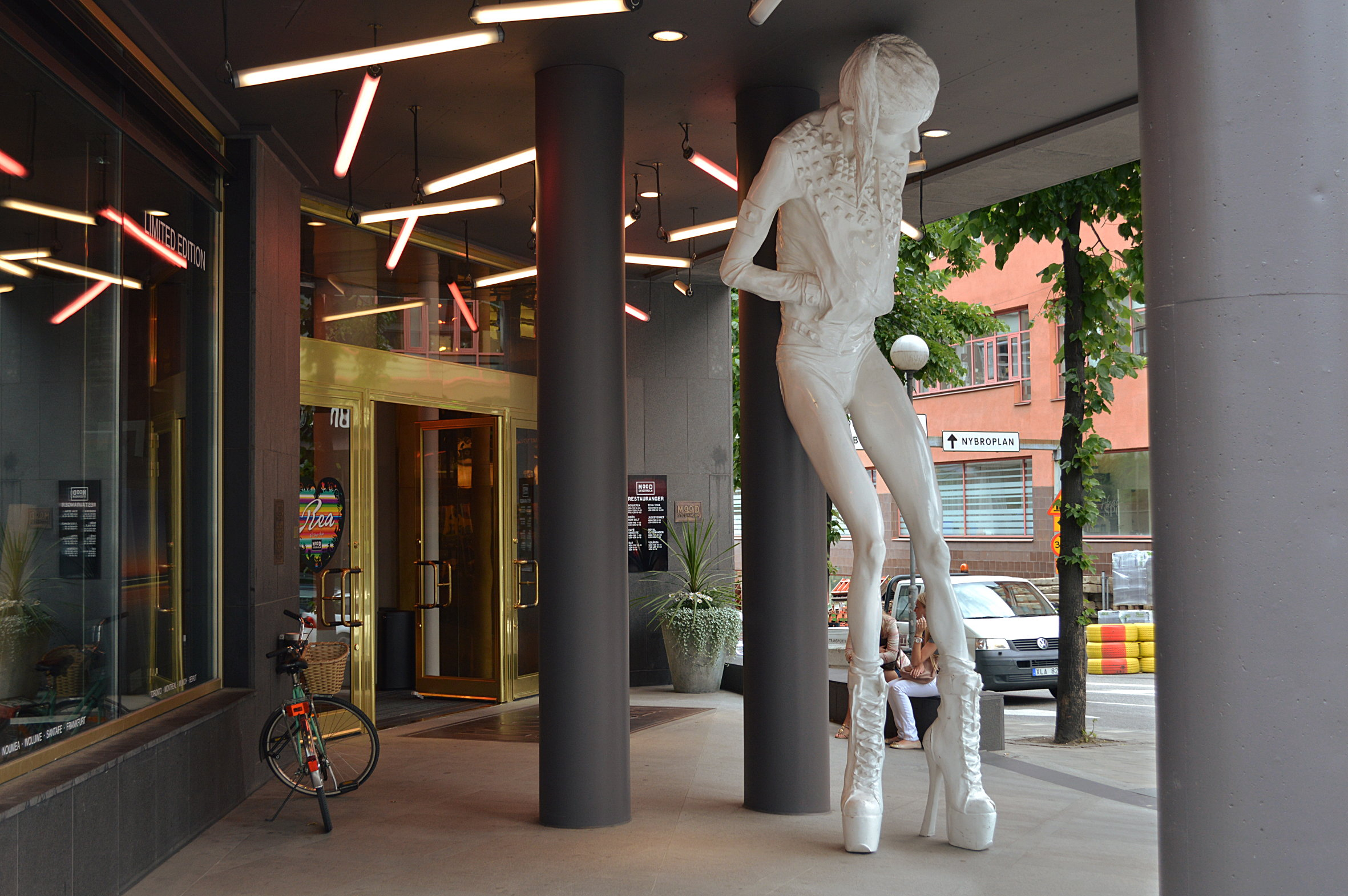
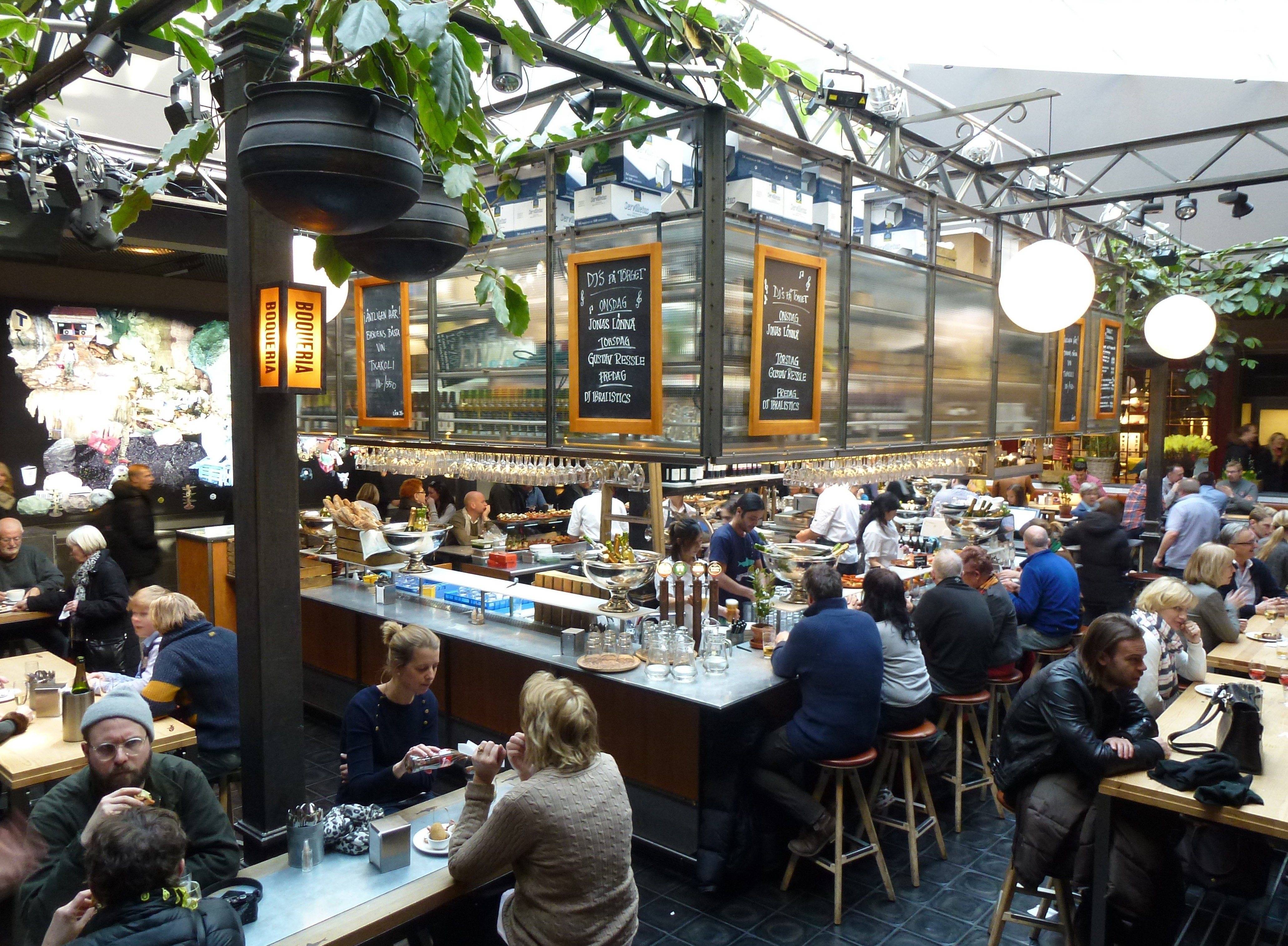
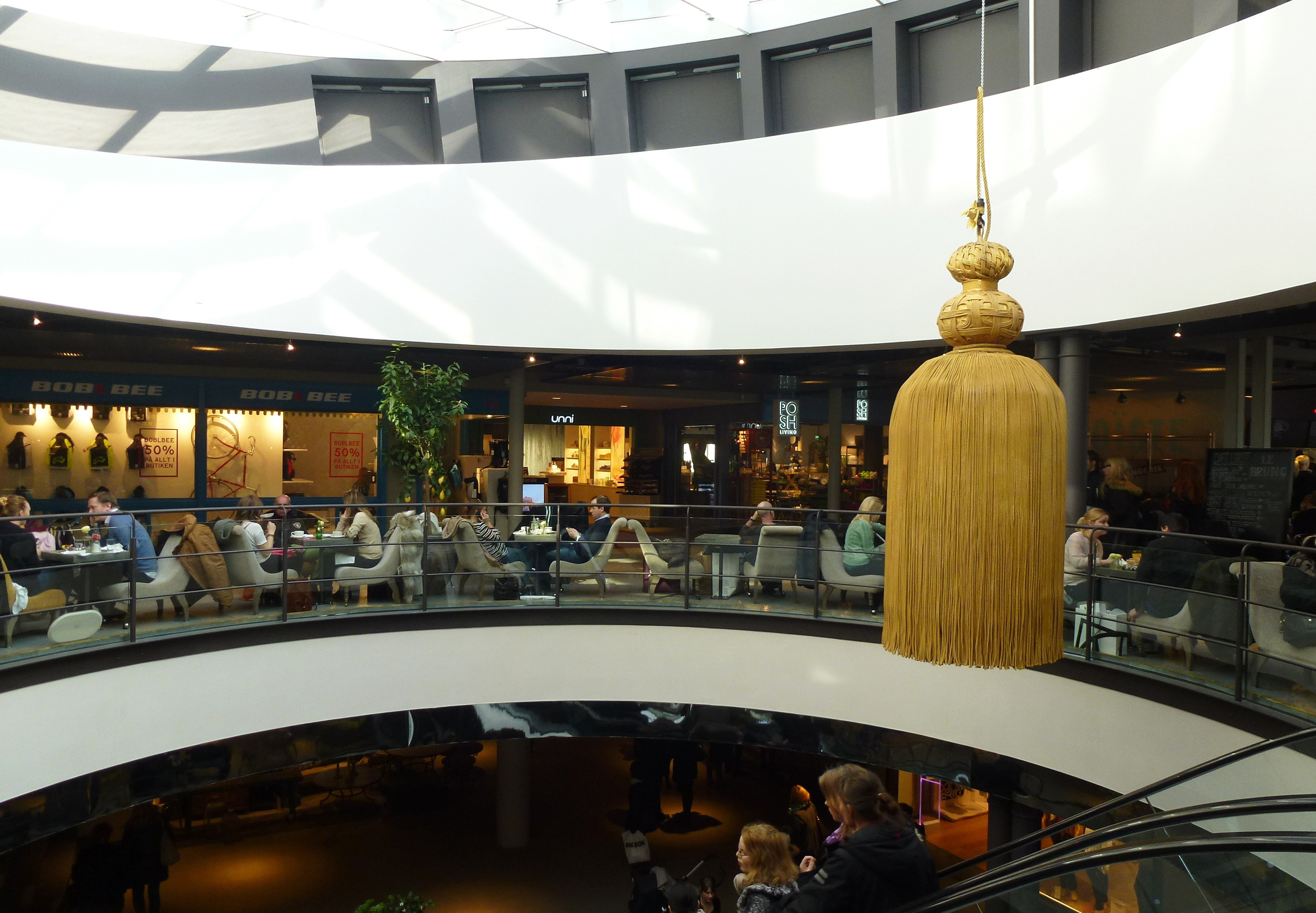
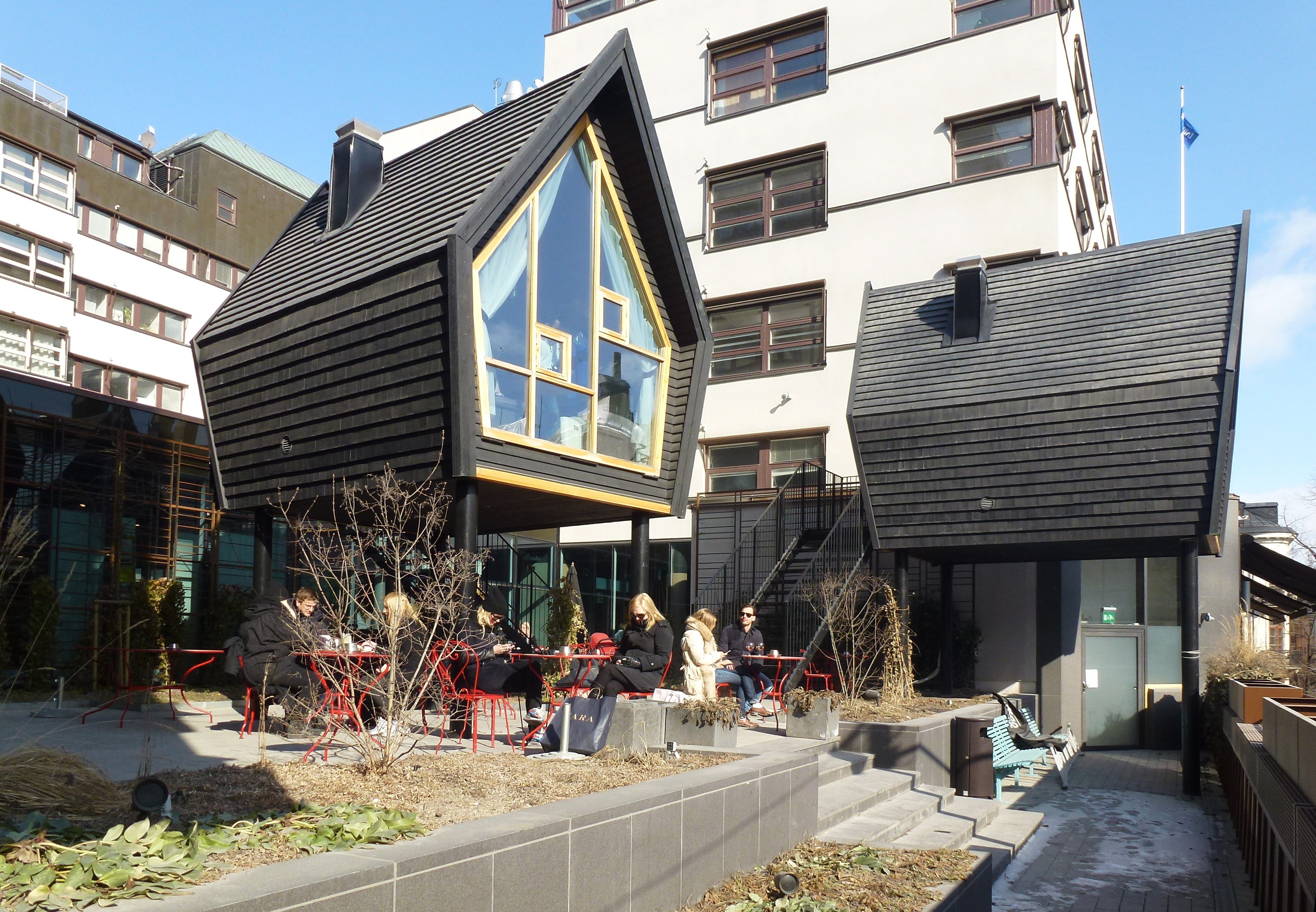